# Perșe Travnea (Zaharivka), Rozdilna
Perșe Travnea (în ucraineană Перше Травня) este un sat în comuna Zaharivka din raionul Rozdilna, regiunea Odesa, Ucraina.

## Demografie
Componența lingvistică a localității Perșe Travnea
     Ucraineană (96,49%)
     Rusă (1,75%)
     Română (1,75%)
Conform recensământului din 2001, majoritatea populației localității Perșe Travnea era vorbitoare de ucraineană (96,49%), existând în minoritate și vorbitori de rusă (1,75%) și română (1,75%).